# Chrysozephyrus rarasanus
Chrysozephyrus rarasanus is een vlinder uit de familie van de Lycaenidae. De wetenschappelijke naam van de soort is voor het eerst geldig gepubliceerd in 1939 door Matsumura.